# 克默特峰
47°01′32″N 12°10′48″E / 47.025499°N 12.180106°E

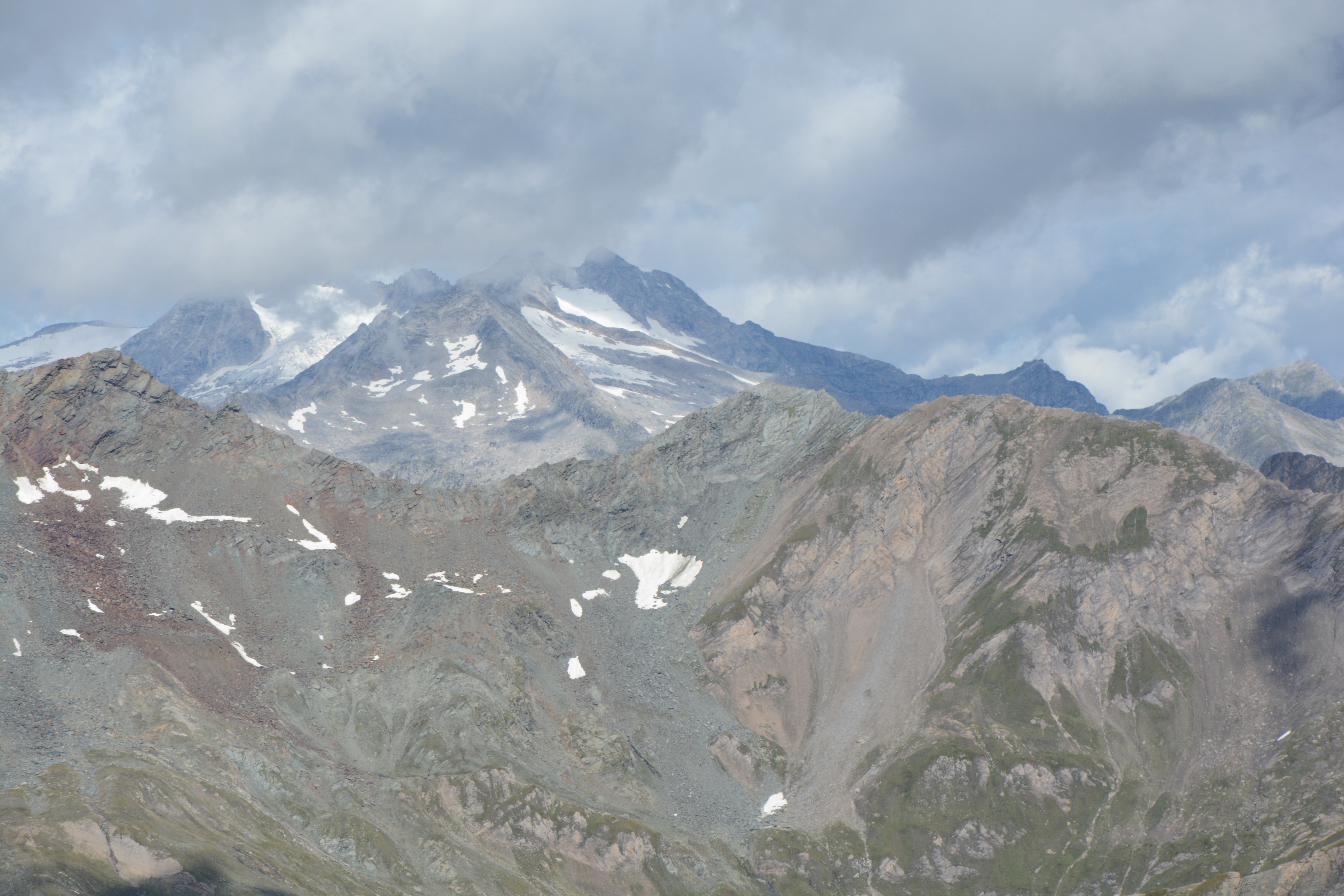

克默特峰（德語：Kemetspitze），是南歐的山峰，位於奧地利和意大利接壤的邊境，屬於維內迪傑山脈的一部分，處於德弗雷根谷地聖雅各布，海拔高度3,004米，人類在1891年首次登頂。